# Ницэ, Сергей Фёдорович
Серге́й Фёдорович Ни́цэ (Ница) (рум. Sergiu Niţă; 9 [21] марта 1883, Пересечино, Оргеевский уезд, Бессарабская губерния — 3 марта 1940, Бухарест) — молдавский и румынский политический деятель, Министр Бессарабии (1920—1921, 1926—1927) в Правительстве Александру Авереску.

## Биография
Сергей Ницэ родился 21 марта (9 марта по старому стилю) 1883 года в бессарабском селе Пересечина (ныне Оргеевский район Республики Молдова) в семье священника, настоятеля Свято-Михайловской церкви села Пересечина Фёдора Ананьевича Ницэ.
Через некоторое время семья перебралась в Кишинёв.
Отец Фёдор Ананьевич Ницэ, выпускник Кишинёвской духовной семинарии, дружил с молдавским писателем Константином Стере, который убедил отдать сына Сергея на учёбу в Ясский университет.
После окончания юридического факультета Ясского университета возглавлял Кишинёвский Административный суд.
После присоединения Бессарабии к Королевству Румыния был членом Румынского Парламента.
Занимал должность Министра Бессарабии в Правительстве Александру Авереску (2 мая 1920 — 17 декабря 1921; 30 марта 1926 — 3 июня 1927). В этой должности он возглавлял инициативную группу, основавшую первый румыноязычный театр в Кишинёве 10 октября 1920 года (ныне Национальный Театр «Михай Еминеску»).
В 1925 году во время посещения Кишинёва в резиденции Сергея Ницэ (второй дом по улице Сергея Лазо от бульвара Штефана чел Маре) останавливался король Румынии Фердинанд I.
Возглавлял Бессарабскую Крестьянскую партию. Внутрипартийные разногласия привели к расколу партии, после которого группа под руководством Сергея Ницы присоединилась к Народной лиге (рум. Liga Poporului).
Скончался 3 марта 1940 года в Бухаресте, похоронен с женой Флорикой на Центральном (Армянском) кладбище в Кишинёве.

## Семья
- Ницэ, Флорика — супруга. Дочь фрейлины румынской королевы Елизаветы. Познакомились во время учёбы в Ясском университете. Основала в Кишиневе женскую педагогическую семинарию, которая одно время носила её имя и располагалась в помещении нынешнего украинского лицея[2].
- Ница, Александр Фёдорович — старший брат. Брат Георгий Федорович Ница, Анна Федоровна Ница. (всего 8 братьев и сестер).

## Награды
- Орден Звезды Румынии
- Орден Короны Румынии в степени офицера
- Орден Фердинанда I в степени коммандора